# Pintura de los Estados Unidos

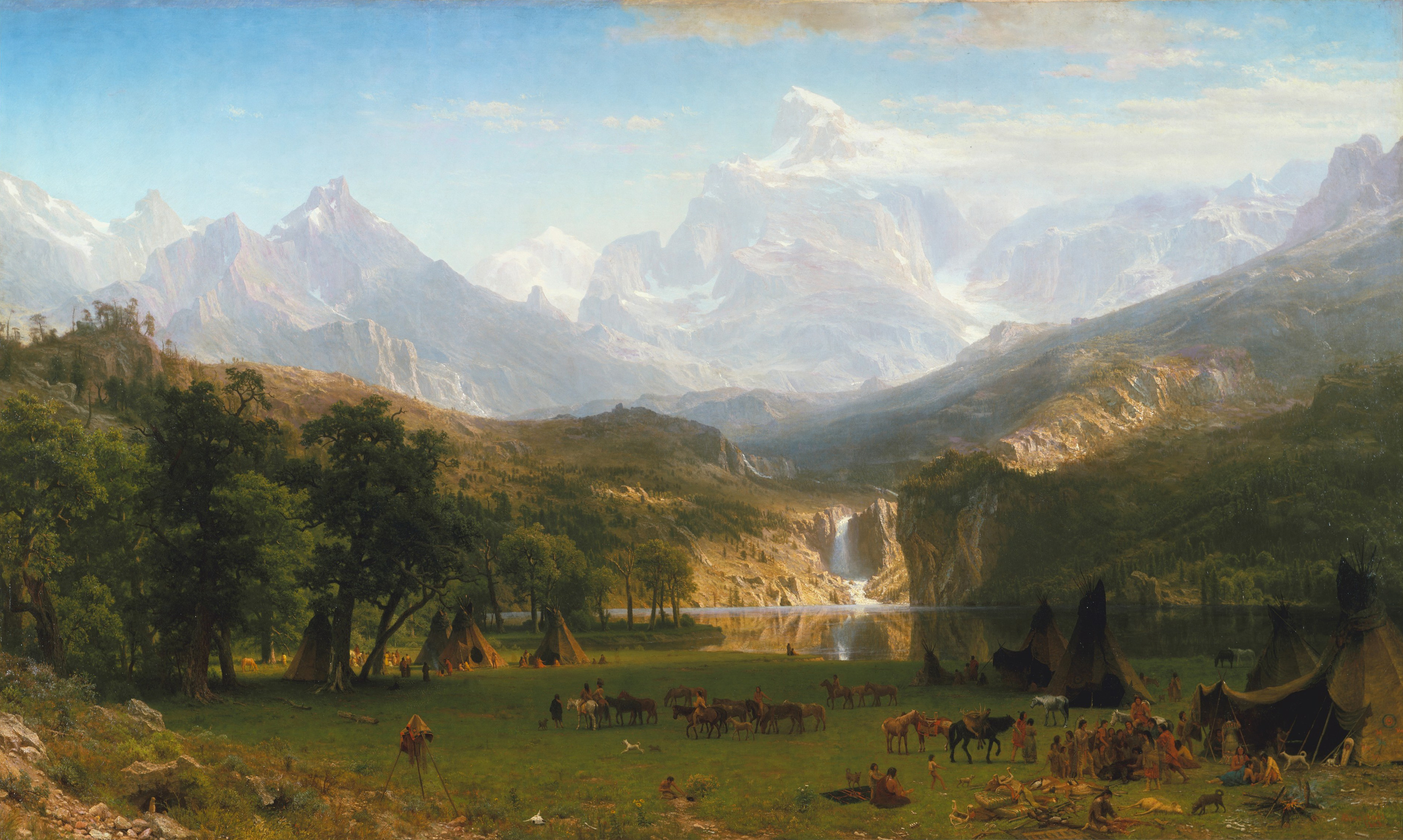
Albert Bierstadt, Las montañas Rocosas, Lander's Peak, 1863, Escuela del río Hudson

La pintura de los Estados Unidos tiene una historia de dos siglos, a partir de la independencia del país. A finales del siglo XVIII y principios del XIX, los artistas pintaron sobre todo paisajes y retratos en un estilo realista. Las tendencias del arte moderno en Europa llegaron a los Estados Unidos a través de exposiciones en Nueva York como el Armory Show de 1913. Con anterioridad, los artistas estadounidenses habían basado la mayoría de su obra en la pintura occidental y las artes europeas. Después de la Segunda Guerra Mundial, Nueva York reemplazó a París como el centro del mundo artístico. Desde entonces, muchos movimientos estadounidenses han marcado el arte moderno y postmoderno.

## SiglosXVIIyXVIII

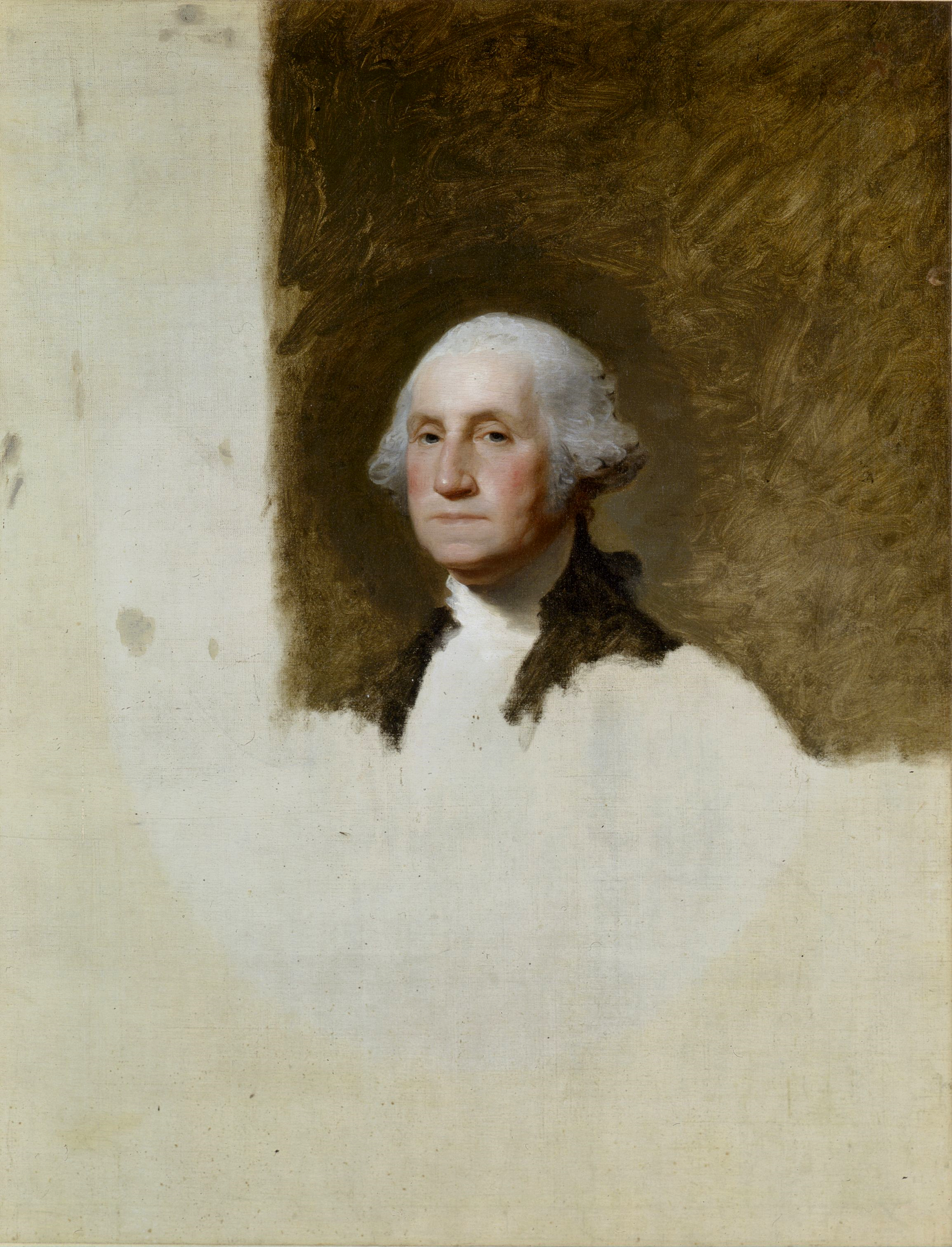
Gilbert Stuart, George Washington, también conocido como The Athenaeum («El Ateneo») y The Unfinished Portrait, («El retrato inacabado») 1796, es su obra más célebre.

Durante la época colonial y las primeras décadas de la nueva nación el único arte que se consideraba admisible, en un entorno puritano y laborioso, eran los retratos. La mayoría de los artistas de la época eran autodidactas. Hoy, los cientos de antiguos retratos que aún existen, realizados a partir de finales del siglo XVII, son altamente valorados por los coleccionistas. Entre los pintores destacados de la época cabe citar al neoyorquino Robert Feke o al escocés John Smybert. Smybert estudió con sir James Thornhill, y en 1728 acompañó al obispo Berkeley a América, con la intención de convertirse en profesor de bellas artes en la universidad que Berkeley pretendía fundar en las Bermudas, lo que nunca ocurrió. En 1731 pintó al Decano George Berkeley y su familia, cuadro también titulado El grupo de las Bermudas (Galería de Arte de la Universidad de Yales); desde este famoso núcleo de las colonias lo que se pretendía era incorporar el joven arte estadounidense al ámbito más amplio del arte británico de la época. Por ello, en los años precedentes a la guerra de independencia de Estados Unidos hubo destacados artistas que viajaron a Europa y algunos de ellos se quedaron allí. John Singleton Copley es considerado como el pintor con el que comienza la escuela de pintura estadounidense. Realizó emblemáticos retratos de la clase comercial progresivamente próspera, pero marchó a Inglaterra en 1774 y allí su obra pareció perder fuerza. 

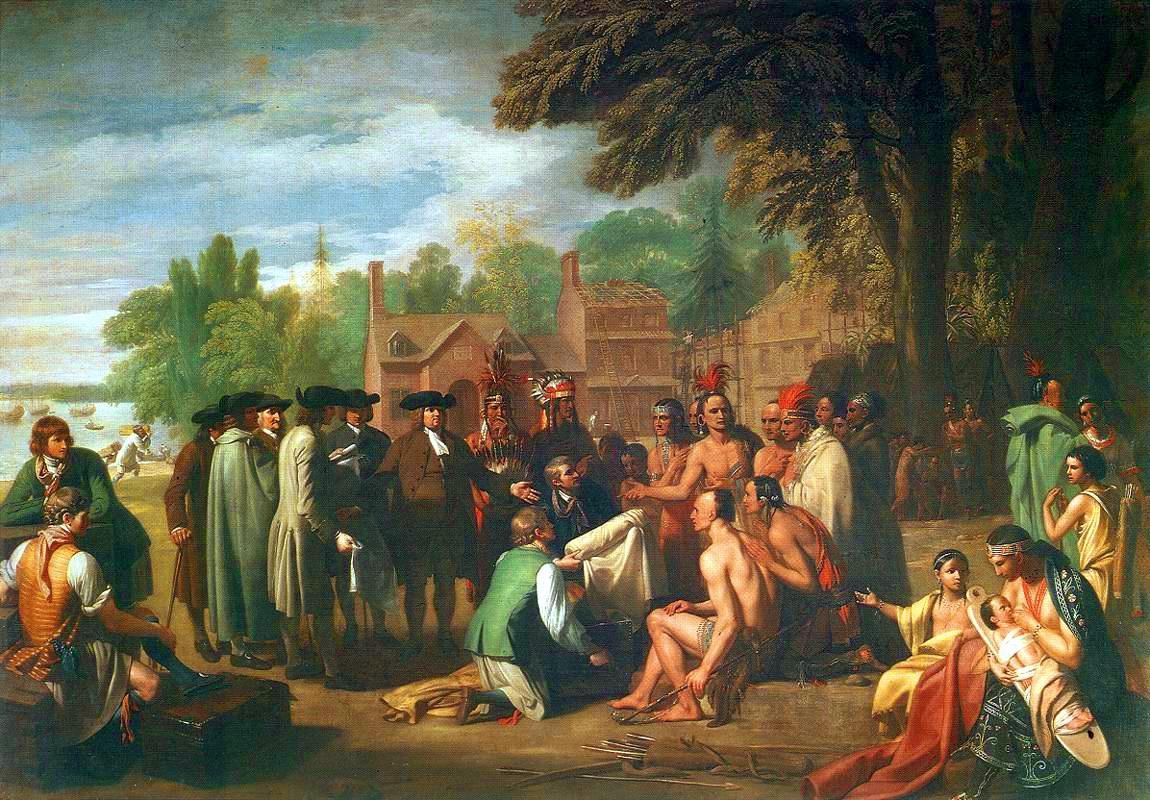
Benjamin West: Tratado de Penn con los indios, 1771-72, óleo sobre lienzo, 190 x 274 cm, Academia de Bellas Artes de Pensilvania, Filadelfia.

En Londres ya vivía, desde 1763, Benjamin West, quien llegó a ser pintor de la corte del rey Jorge III de Inglaterra y actuó como presidente de la Real Academia durante 28 años. A lo largo de cincuenta años, por su taller fueron pasando pintores estadounidense que buscaban formarse en Europa, por lo que a través de estos alumnos, su estilo influyó en la pintura de la nueva nación. Está considerado el primer pintor que se inspiró en la conquista del Nuevo Mundo, citándose su obra Tratado de Penn con los indios como un cuadro que ejerció gran influencia en la pintura de historia estadounidense posterior. 
Entre los artistas que visitaron el taller de West en Londres estuvieron Gilbert Stuart y John Trumbull, quienes desarrollaron su carrera después de la Declaración de Independencia en 1776. La nueva nación necesitaba una historia, y parte de esa historia se expresaría visualmente, tanto mediante retratos como en pintura de historia. Stuart pintó a los nuevos cargos del gobierno, siendo famoso por los numerosos retratos que hizo de George Washington, a lo que se dedicó igualmente Charles Willson Peale. Por su parte, Trumbull representó grandes escenas de batallas de la guerra de independencia, renovando el género de composiciones neoclásicas de temática patriótica.

## SigloXIX

James McNeill Whistler, Arrangement in Grey and Black: The Artist's Mother (1871) conocido popularmente como La madre de Whistler, Museo de Orsay, París.

Comienzan a surgir las primeras instituciones artísticas: la Academia de Bellas Artes de Pensilvania se fundó en 1805 en Filadelfia, mientras que la Academia Nacional vio la luz en 1825 en Nueva York. A pesar de ello, los artistas siguieron acudiendo a formarse a Europa, a lugares como Londres, París o Düsseldorf.
No tuvo gran éxito la pintura romántica estadounidense que seguía el academicismo europeo, como la pintura mitológica de Washington Allston o John Vanderlyn, suscitando escándalo este último por el desnudo de Ariadna en Naxos (1815). Más aceptación tenía la representación del paisaje, en todas sus formas, como los panoramas de Robert Fulton o los cosmoramas. El «recogimiento ante la naturaleza» se ha citado como uno de los rasgos de la cultura estadounidense, como se encuentra en Emerson, Thoreau o Walt Whitman. Por ello no es de extrañar que la primera escuela de pintura originalmente estadounidense se centrara, precisamente, en el paisaje. Se trata de la Escuela del río Hudson, que apareció en 1820. Los artistas percibieron que el Nuevo Mundo ofrecía temas propios y únicos. En este caso, la expansión hacia el Oeste de los asentamientos atrajo la atención de los pintores hacia la belleza trascendente de los paisajes de la frontera. Con Thomas Cole a la cabeza, los pintores del río Hudson combinaron su gran destreza técnica con el paisaje romántico. Sus pinturas eran exploraciones visuales de la luz y de las maravillas de la naturaleza. En la segunda mitad del siglo se produjo una auténtica explosión de cuadros representando el paisaje nacional en lienzos inmensos con un carácter espectacular. A esta escuela pertenecieron también John Frederick Kensett, Frederic Edwin Church y Albert Bierstadt. 

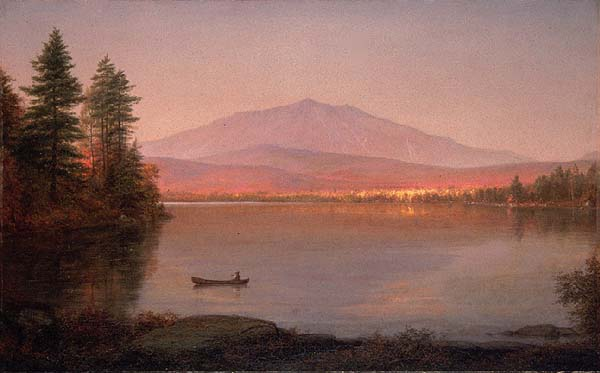
F.E. Church: El monte Katahdin desde Millinocket Camp, 1895, óleo sobre lienzo, Museo de Arte de Portland.

Comenzaron a surgir igualmente pinturas del Gran Oeste, que transmitían en particular el puro tamaño de la tierra y las culturas de los pueblos nativos que en ellas vivían. Artistas como George Caleb Bingham, que reflejó el Medio Oeste, o George Catlin especialista en retratar a los indios, se apartaron de la forma tradicional de presentar la tierra, que hasta entonces pretendía mostrar cuánto era propiedad del sujeto; ellos prefirieron mostrar de la manera más fiel posible el Oeste y su gente, incluidos los indios y su folklore. 
Ha de destacarse el éxito de la escena de género a partir de 1830, motivada sobre todo por la creciente ilustración, los periódicos y las revistas, que acostumbraron al público a escenas de la vida cotidiana. En esta línea sobresalió William Sidney Mount.

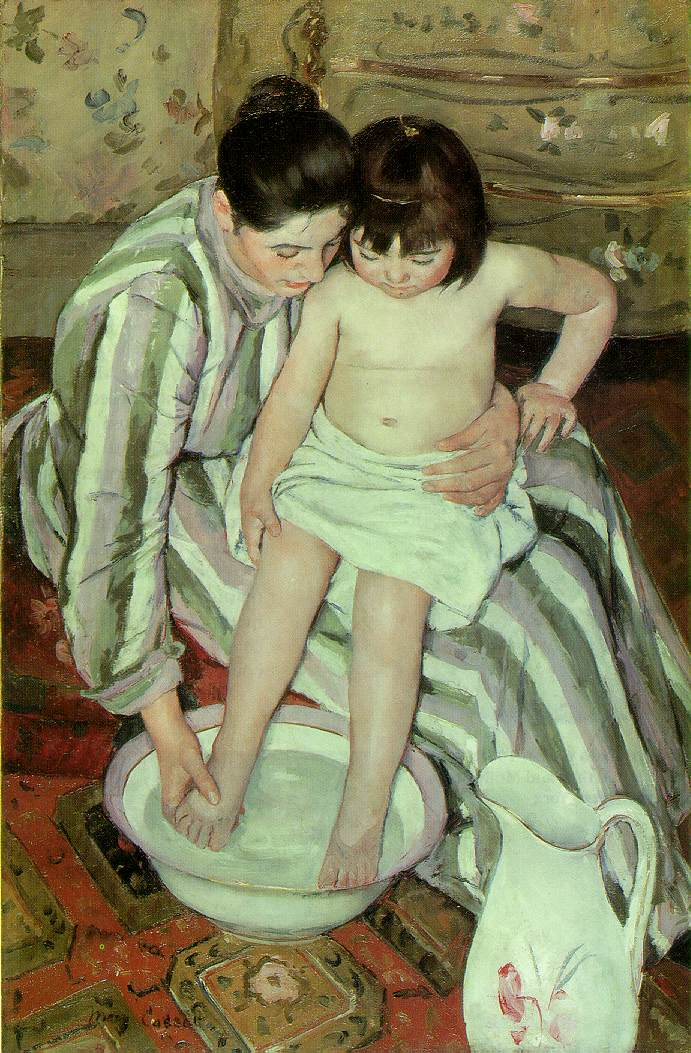
Mary Cassatt, El baño (1892), Instituto de Arte de Chicago, aunque pintó en Europa, Cassatt está considerada una pintora estadounidense.

Después de la Guerra de Secesión se produjo una bifurcación en los caminos de la pintura estadounidense. Por un lado, estaba los artistas «estadounidensistas», que promovían una visión puramente estadounidense, interesándose por los problemas de la vida real y dotando de gran valor al ser humano. Cultivan una pintura realista, influida por el enfoque directo y la visión sencilla de la escuela del río Hudson. Winslow Homer representó al mundo rural estadounidense: el mar, las montañas y las gentes que vivían cerca de ellos. La vida urbana de clase media encontró su pintor en Thomas Eakins, un realista intransigente cuyos retratos desolados, sin artificios, se apartaban del sentimentalismo romántico que la gente «educada» de su tiempo había favorecido. Con él estudió Henry Ossawa Tanner, uno de los primeros pintores afroestadounidenses importantes. En esta línea también trabajaron George Inness, a quien llamaban el «Corot estadounidense», y el más subjetivo Albert Pinkham Ryder. Esta temática de escenas de la vida cotidiana, como ocurrió antes con la del paisaje estadounidense, tiene por origen una misma preocupación estadounidense por hacer del arte algo no exclusivo de una élite, sino que debe ser comprendido por todos y en este sentido es un arte democrático; pero además debe ensalzar también las peculiaridades de una nación, y por ello es un arte nacionalista. 
Diferente es el segundo camino, el que siguieron los pintores estadounidenses que siguieron los estilos europeos academicistas. A esta tendencia pertenece William Merritt Chase. Algunos son considerados estadounidenses, pero desarrollaron gran parte de su carrera en Europa, encontrándose con otros artistas europeos en París y Londres, como la impresionista Mary Cassatt o Whistler. A John Singer Sargent se le acaba considerando estadounidense solo por su nacionalidad al haber nacido en Florencia (Italia) de padres estadounidenses; famoso retratista, que también pintó paisajes, fue un expatriado que pasó gran parte de su vida en Europa.

## SigloXX
La controversia pronto llegó a ser una forma de vida para los artistas estadounidenses. De hecho, al igual que Europa después de los futuristas italianos, gran parte de la escultura y la pintura en Estados Unidos desde 1900 ha sido una serie de rebeliones contra la tradición. «Al infierno con los valores artísticos», proclamó Robert Henri (1865-1929). Henri encabezó el grupo de los Ocho, lo que los críticos apodaron la escuela «del basurero» o «cubo de basura» (Ashcan school) o incluso «banda negra revolucionaria» porque los retratos realistas del grupo mostraban los aspectos más pobres de la vida en la ciudad. Eligieron un realismo académico describiendo escenas rurales y urbanas estadounidenses, por lo que su novedad radica más en los temas que en la técnica. Desarrollaron en sus obras una iconografía de conciencia social. Del grupo de los Ocho fue famoso George W. Bellows por sus temas de boxeo. 

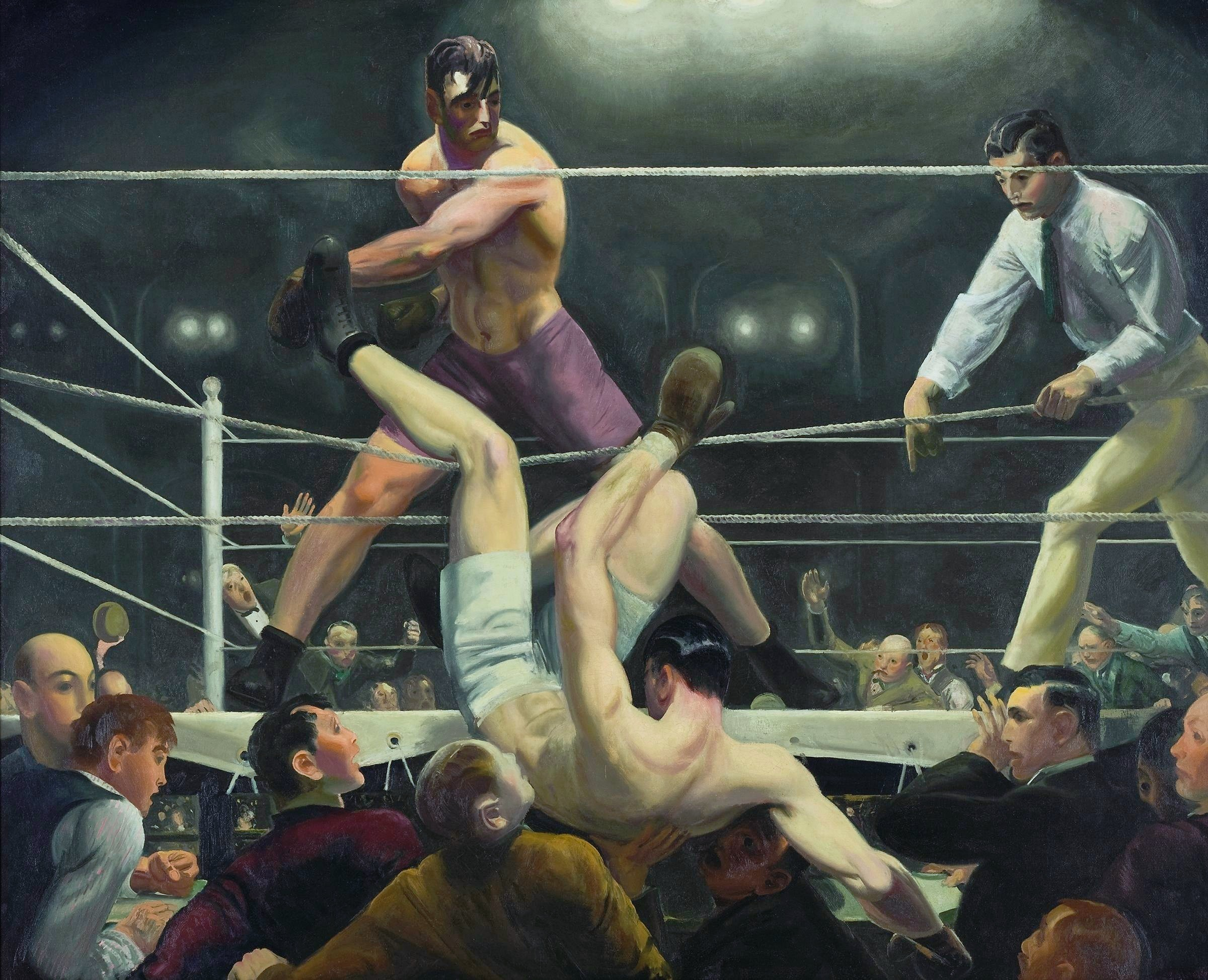
G. Bellows: Dempsey y Firpo, 1924.

Apenas unos años más tarde, los artistas «del basurero» fueron desplazados por la llegada desde Europa de movimientos de vanguardia como el cubismo y la abstracción, defendidos por el fotógrafo Alfred Stieglitz desde el 291 de la Quinta Avenida de Nueva York, auténtico baluarte de la vanguardia pictórica. Tras la Primera Guerra Mundial, muchos artistas estadounidenses desarrollaron las tendencias modernas que emanaban del Armory Show o «Exposición del Arsenal», que en 1913 expuso al público estadounidense obras europeas de vanguardia junto a otras autóctonas de realismo social. Artistas estadounidenses se relacionaron de manera estrecha con los nuevos artistas europeos. Así, Max Weber se relacionó con Matisse y Picasso, siendo el primer cubista estadounidense, mientras que Lyonel Feininger se integró en el Blaue Reiter. Entre ellos pueden citarse John Marin, Arthur Dove, Arthur Bowen Davies y Georgia O'Keeffe. 
En este período de entreguerras la pintura estadounidense estuvo marcada sobre todo por el cubismo, entendido muchas veces como mera geometrización. Dentro del orfismo cabe citar a Patrick Henry Bruce, Morgan Russell y Stanton Macdonald-Wright; estos dos últimos, además, concibieron el sincronismo en París, con el estudio de la relación entre el color, la luz y la música. Joseph Stella prefirió el cubismo futurista integrando con Charles Demuth y Charles Sheeler lo que se llamó el grupo «precisionista», o los «inmaculados», que emplearon el cubismo para retratar el paisaje industrial, desarrollándose entre 1915 y la década de los treinta. Destacó en esta línea Edward Hopper, que reflejó con original realismo las ciudades y los pueblos estadounidenses. El dadaísmo tuvo como referencia a Marcel Duchamp, de nacionalidad francesa, pero nacionalizado estadounidense en los años cincuenta y que influyó tanto en París como en Nueva York, y al pintor y fotógrafo Man Ray, a quien ya en el Nueva York de 1915 puede considerársele precursor del dadá.

### El suroeste estadounidense
Después de la Primera Guerra Mundial, la terminación del ferrocarril de Santa Fe permitió a los colonos estadounidenses viajar hacia el oeste, llegando hasta la costa californiana. Nuevas colonias de artistas comenzaron a crecer alrededor de Santa Fe y Taos. La principal materia de los artistas fueron los pueblos y los paisajes del Suroeste, cuyas imágenes se hicieron populares en la publicidad, usándose de manera significativa el ferrocarril de Santa Fe para animar a los colonos a ir al Oeste y disfrutar de los «paisajes no mancillados». Entre los artistas más prolíficos del Suroeste estuvieron William Henry Jackson y Georgia O'Keeffe.

### Renacimiento de Harlem
El Renacimiento de Harlem fue otro desarrollo significativo en el arte estadounidense. En los años veinte y treinta una nueva generación de afroestadounidenses apoyaron sociedades literarias y exposiciones artísticas para combatir los estereotipos racistas. Aunque este movimiento incluyó artistas de todo el país, se centró en Harlem, donde trabajaron. El artista gráfico Aaron Douglas y el fotógrafo James Van Der Zee se convirtieron en emblemas del movimiento. Entre otros, estuvieron en este movimiento Romare Bearden y Charles Alston.

### Arte delNew Deal

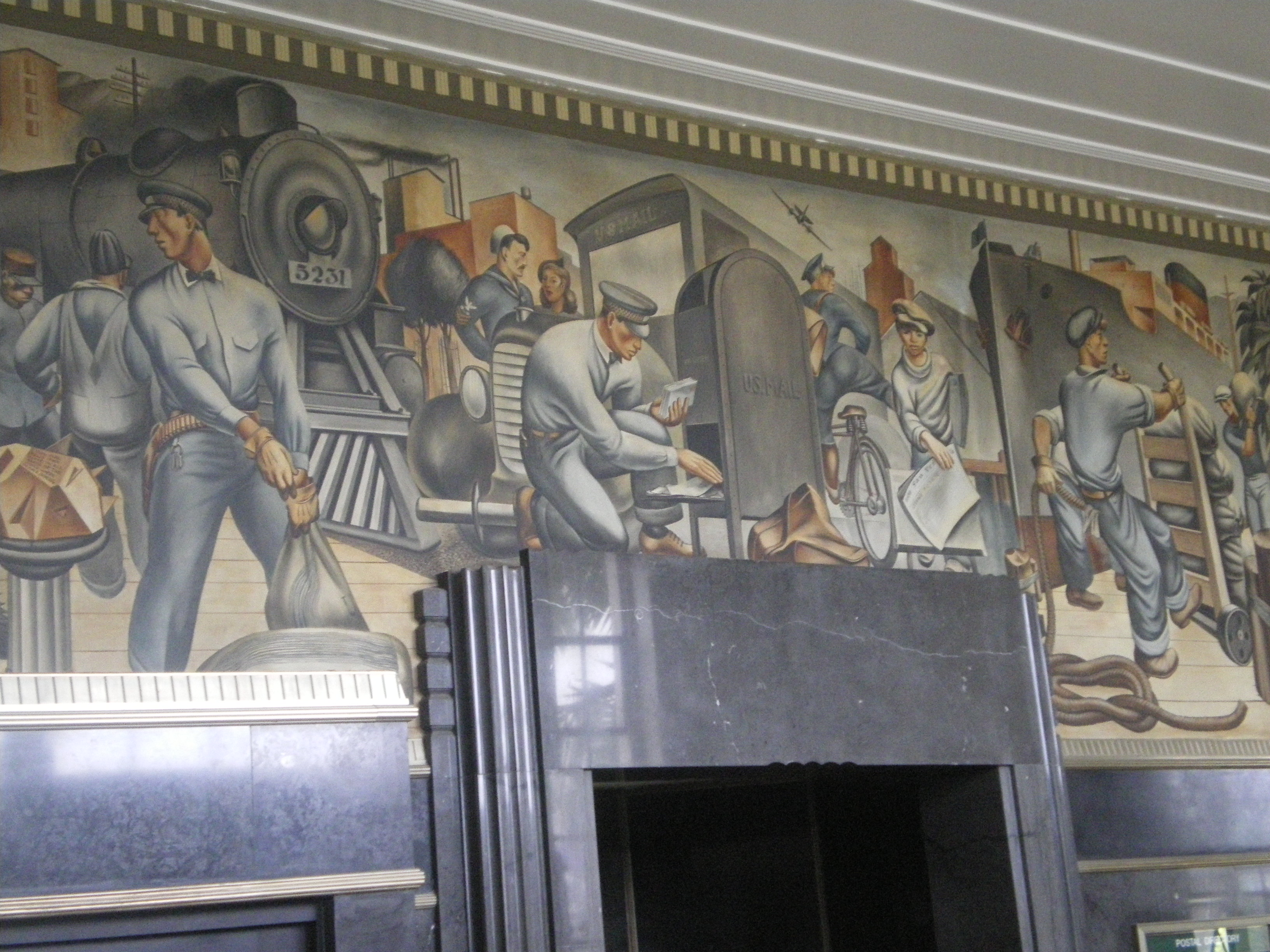
Mural en la oficina de correos de San Pedro (California), una de las obras elaboradas gracias a la Works Progress Administration de los años treinta.

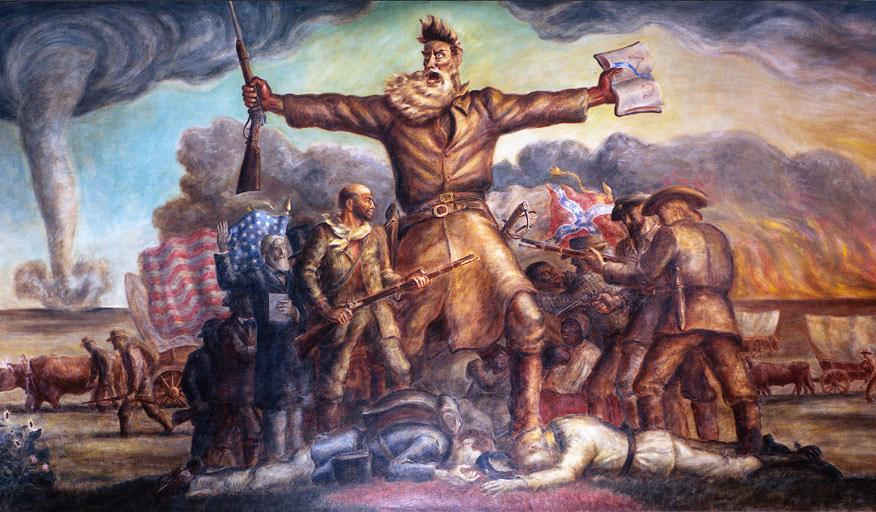
Mural Preludio trágico de John Steuart Curry, Capitolio del Estado de Kansas

Cuando estalló la Gran Depresión, el New Deal del presidente Roosevelt creó varios programas de arte públicos, con el propósito de dar trabajo a artistas y decorar edificios públicos, normalmente con un tema nacional. El primero de estos proyectos, el Public Works of Art Project (PWAP), fue creado después de que hicieran presión, con éxito, artistas desempleados de la Artists' Union. El PWAP duró menos de un año y produjo casi 15 000 obras de arte. Le siguió el Federal Art Project (FAP, Proyecto de Artes Federales) de la Works Progress Administration (WPA, la Administración para el Desarrollo del Trabajo) en 1935, que proporcionó recursos a algunos de los artistas estadounidenses más conocidos. Se produjo un arte de protesta social, estilísticamente similar al que promovieron algunos artistas en la Unión Soviética y los muralistas en México. En todas partes, los artistas crearon extraordinarios ataques pictóricos a los sistemas sociales en multitud de pinturas y murales públicos. En ninguna otra parte tantos artistas se pronunciaron de manera tan franca e idealista sobre lo que estaba mal en su país, a menudo viviendo a cargo del presupuesto oficial, como cuando cientos de artistas fueron incluidos en la nómina de Estados Unidos como parte del esfuerzo del gobierno federal por proporcionar empleos.
Varios movimientos separados y relacionados entre sí comienzan y se desarrollan durante la Gran Depresión, incluyendo la escena de género estadounidense, el regionalismo y el realismo social. Un renovado sentimiento nacionalista animó a los artistas a redescubrir y explorar lo que se denomina «Americana» (la colección de documentos y objetos que relatan la historia, cultura y arte de Estados Unidos). El regionalismo recordaba a la Nueva Objetividad alemana, ensalzando artísticamente el Medio Oeste y su vida provinciana; el pintor más conocido de esta tendencia es, Grant Wood, cuya obra Gótico estadounidense de 1930 está considerada un icono de la cultura estadounidense del siglo XX.

### Expresionismo abstracto
En los años posteriores a la Segunda Guerra Mundial, un grupo de artistas neoyorquinos formaron el primer movimiento de arte abstracto genuinamente estadounidense: el expresionismo abstracto. Este término, que fue usado por vez primera en 1919 en Berlín, fue retomado en 1946 por Robert Coates en el New York Times, y asumido por los dos principales críticos de arte de la época, Harold Rosenberg y Clement Greenberg. Siempre se ha criticado como demasiado grande y paradójico, sin embargo la definición común implica el uso del arte abstracto para expresar sentimientos, emociones, lo que hay dentro del artista y no lo que queda fuera de él. Aunque los numerosos artistas abarcados por esta denominación tienen estilos ampliamente diferentes, los críticos contemporáneos encontraron varios puntos comunes entre ellos. Puede caracterizarse por dos elementos principales: en primer lugar, el gran tamaño de los lienzos usados, parcialmente inspirados por los frescos mexicanos y las obras que hicieron para la WPA en los años 30; en segundo lugar, el fuerte e insólito uso de pinceladas y aplicación de pintura experimental con un nuevo entendimiento de proceso. La mayor parte de los expresionistas abstractos abandonaron la composición formal y la representación de objetos reales. A menudo intentaron composiciones espontáneas, intuitivas e instintivas de espacio, línea, forma y color. 
La primera generación de expresionistas abstractos estuvo compuesta por artistas como Jackson Pollock, Willem de Kooning, Mark Rothko, Franz Kline, Arshile Gorky, Robert Motherwell, Clyfford Still, Barnett Newman, Adolph Gottlieb, Philip Guston, Ad Reinhardt, Hans Hofmann, James Brooks, William Baziotes, Mark Tobey, Bradley Walker Tomlin, Theodoros Stamos, Jack Tworkov y otros. Muchos expresionistas abstractos de la primera generación estuvieron influidos tanto por las obras cubistas, que conocieron a través de copias en blanco y negro en críticas de arte y también de manera directa, en la Galería 291 o el Armory Show; pero también por los surrealistas europeos, por Pablo Picasso y Henri Matisse.
Se distinguen dos tendencias. La primera fue la Action Painting o «pintura de acción», practicada por Pollock, De Kooning y Kline. Se caracteriza por la reacción espontánea, las pinceladas poderosas, la pintura goteada (dripping) y arrojada y los fuertes movimientos físicos usados en la producción de un cuadro. Jackson Pollock es un ejemplo de «pintor de acción»: su proceso creativo implicaba arrojar pintura, o gotearla desde un palo o verterla directamente de la lata; con ello revolucionó los métodos de pintura. Hay un dicho famoso de De Kooning respecto a Pollock: «rompió el hielo para el resto de nosotros». Irónicamente, las extensiones repetitivas y grandes de Pollock de campos lineales son también características de la segunda tendencia, la «pintura de los campos de color» o Color-field painting; así lo señaló el crítico de arte Michael Fried en su ensayo para el catálogo de Three American painters: Kenneth Noland, Jules Olitski, Frank Stella en el Museo de Arte Fogg en 1965. Dos de los principios aplicados a este movimiento son el énfasis e intensificación del color y las amplias superficies. Esta colour-field painting fue cultivada en los años cincuenta por Newman, Rothko, Still, Reinhardt, Gottlieb y Motherwell. En los sesenta, siguieron esta tendencia Jules Olitski, Kenneth Noland y Helen Frankenthaler, quienes buscaron hacer cuadros que eliminasen la retórica superflua con color amplio y plano. 
El expresionismo abstracto marca un punto decisivo de la historia de la pintura estadounidense. Renace en él la tradición abstracta a partir de finales de la década de los cuarenta. Con él surge el primer movimiento pictórico original de los Estados Unidos, en un momento en el que el centro del mundo artístico internacional pasa de París a Nueva York, coincidiendo con el fin de la Segunda Guerra Mundial, cuando los Estados Unidos aparecen como potencia hegemónica de Occidente, tanto desde el punto de vista económico como político. Desde este momento en adelante, muchos movimientos pictóricos surgen en Estados Unidos y desde allí se difunden a Europa y el resto del mundo; al mismo tiempo, otras tendencias nacidas fuera son seguidas y cultivadas en Estados Unidos.
Algunas de estas tendencias ulteriores derivaron directamente de una de las dos clases de expresionismo abstracto, como la pintura de borde duro o de perfil duro (hard edge, cultivado por Ellsworth Kelly) o la pintura de shaped canvas (lienzo con formato distinto al tradicional, ejemplificada en Frank Stella). Frankenthaler y Morris Louis siguieron con la pintura abstracta aún en los años sesenta, cuando triunfaba el pop art, con cuadros en los que predominaba el uso del color. Dentro del arte informal se pueden clasificar a Sam Francis, principal exponente del tachismo, y Mark Tobey, inclinado más bien hacia la caligrafía con un hondo significado filosófico y espiritual propio de Oriente.

### Pop Art
Entre 1955 y 1970, aproximadamente, se desarrolló el arte pop (en inglés, Pop art, abreviatura de popular art) en Estados Unidos, donde arraiga con más fuerza que en ningún otro lugar, a pesar de las reticencias de algunos críticos como Harold Rosenberg, dada la fuerza que el expresionismo abstracto tenía en todas las instancias de la industria del arte. Los neodadaístas Jasper Johns y Robert Rauschenberg, que crearon arte a partir de materiales de desecho en los cincuenta se consideran precursores del pop art. Johns usó fotos, papeles de periódico y objetos descartados en sus composiciones. Su técnica de pintar a paletazos recordaba a expresionistas abstractos como De Kooning. 
Al hacerse eco de la sociedad de consumo y sus estereotipos, este estilo se suele considerar el epítome del arte imperialista estadounidense. La iconografía pop era fácilmente asimilable como algo puramente estadounidense y esto era importante en aquel continente pues siempre, tanto artistas como coleccionistas, estaban de un cierto modo en lucha o competición con lo europeo. La confirmación de esto se produjo con la exposición titulada «El Pop Art y la tradición estadounidense» en el Milwaukee Art Center en 1965. Este aspecto nacionalista era lo único que lo acercaba a la generación de los expresionistas abstractos; en lo demás todo es opuesto: los artistas pop ironizaban sobre la caligrafía y el gesto característicos de los expresionistas (las obras de Lichtenstein en las que amplifica una pincelada esquematizada gráficamente), o los enormes cuadros de Rosenquist en los que amplifica espaguetis como recordando las nervaciones de los drippings («goteos») de Pollock, y en general el interés puesto en desechar de la obra toda traza de la intervención manual del artista. El grupo pop art lo forman Andy Warhol, Roy Lichtenstein, James Rosenquist, Jim Dine, Robert Indiana, Tom Wesselmann, Ronald Kitaj y Claes Oldenburg. En la periferia del pop estadounidense se encuadran Alex Katz y Larry Rivers. Warhol, Rivers y Lichtenstein reprodujeron, con cuidado satírico, objetos cotidianos e imágenes de la cultura popular estadounidense, como botellas de Coca-Cola, latas de sopa o tiras cómicas. Aunque todos estos artistas son pop, difieren entre sí. Warhol pretendía eliminar de la obra de arte cualquier traza o signo de manualidad; muchas de sus obras están hechas a partir de fotografías proyectadas sobre el lienzo. Lichtenstein toma sus motivos de las tiras de cómics y los amplía a enormes dimensiones dejando visibles los puntos que resultan del proceso de impresión. Dine combina objetos reales con fondos pintados. Oldenburg fabrica objetos de la vida cotidiana (hamburguesas, navajas, etc.) a tamaños descomunales que instala en ocasiones en espacios al aire libre. Indiana pinta rótulos gigantescos que reclaman la atención del espectador al tiempo que lo amonestan.

### Otras tendencias a partir de 1950
Durante los años cincuenta la pintura abstracta en los Estados Unidos evolucionó hacia movimientos como el neodadaísmo, la abstracción postpictórica o el Op Art, aunque continuó cultivándose el expresionismo abstracto. En gran medida, muchas de estas tendencias fueron desbancadas a partir de 1960 por la aparición del minimalismo, que marcó un nuevo periodo de interés por la geometría y la estructura, del objeto consigo mismo. Toma del pop art las «definiciones claras y desprovistas de ambigüedad», y de la abstracción el libre empleo de los colores. Está representado en la obra de Frank Stella, Carl Andre y el artista famoso por sus instalaciones de luces fluorescentes Dan Flavin. 
Alfonso A. Ossorio es la representación estadounidense dentro del art brut de los años cincuenta. En esta misma década surgió, en San Francisco (California), y como reacción a la falta de objetividad del expresionismo abstracto, el Funk art.
Más tarde surgieron otros movimientos abstractos como Fluxus y el posminimalismo (un término acuñado por vez primera por Robert Pincus-Witten en un artículo publicado en la revista Artforum en 1969; refiriéndose a la obra de la artista Eva Hesse, dijo que era post minimal art o «arte posminimalista»). Estos movimientos, como la abstracción lírica, buscaron expandir los límites de la pintura abstracta y el minimalismo centrándose en el proceso, los nuevos materiales y las nuevas vías de expresión. La abstracción lírica comparte semejanzas con la pintura de los campos de color y el expresionismo abstracto especialmente en el uso despreocupado de la pintura - textura y superficie. El dibujo directo, el uso caligráfico de la línea, los efectos de la pintura salpicada, manchada y vertida se asemejan superficialmente a los efectos vistos en el expresionismo abstracto y la pintura de los campos de color. Sin embargo los estilos son marcadamente diferentes. El posminimalismo a menudo incorporó materiales industriales, materia bruta, objetos encontrados, instalaciones, repeticiones seriales y a menudo con referencias al dadaísmo y el surrealismo está ejemplificada mejor en las esculturas de Eva Hesse. Esta artista, junto con otros «posminimalistas» como Richard Serra, se encuentran dentro de la tendencia de arte procesual.
El realismo, a pesar del enorme éxito de movimientos no figurativos como el expresionismo abstracto, no dejó de ser popular, como prueban las ilustraciones de Norman Rockwell. Además del Pop Art, hubo otros movimientos figurativos que reaccionaron ante la abstracción, como el movimiento figurativo de la zona de la Bahía o, en los setenta, el neoexpresionismo. En ciertos lugares el expresionismo abstracto nunca prendió. Un ejemplo de ello es Chicago, en el que el estilo artístico dominante fue un realismo grotesco y simbólico, como muestran los Chicago Imagists, entre los que se encuentra Nancy Spero. 
Otros movimientos figurativos de la segunda mitad del siglo son el fotorrealismo y el nuevo realismo. El hiperrealismo, photorealism o superrealism realiza cuadros figurativos muy detallados y fríos; surgió en los Estados Unidos hacia 1965 y sobresalen en esta tendencia Richard Estes y Chuck Close. El new realism (nuevo realismo) que se desarrolló entre 1960 y 1970 tuvo en Alex Katz y Alice Neel sus máximos representantes estadounidenses. En los años ochenta se revitalizó lo figurativo, si bien a través de propuestas muy diversas que van desde Keith Haring y sus formas simples inspiradas por el graffiti hasta la Bad painting de Julian Schnabel, David Salle o Jean-Michel Basquiat. La Bad painting surgió a principios de la década de los ochenta; es una «mala pintura» que recuerda al art brut y que forma parte de un movimiento internacional más amplio (con los nuevos fauves alemanes o la transvanguardia italiana) en la que se abandonaba el intelectualismo del arte conceptual y se reivindicaba el «mal gusto» del arte marginal.
Desde mediados de los años sesenta y a lo largo de los setenta aparecieron nuevas tendencias que ampliaron los límites del arte contemporáneo. El arte conceptual, surgido en Nueva York en torno a 1965, considera que lo prioritario es el concepto, la idea, y no su realización física en un objeto artístico determinado; conceptuales son, por ejemplo, Joseph Kosuth y Dennis Oppenheim. Para finales de la década de los setenta, sin embargo, se consideró «fracasado» el arte conceptual, y se intentó un nuevo discurso artístico cuyo ejemplo inicial fue la exposición Pictures, celebrada en Nueva York en 1977, en la que expusieron artistas como Jack Goldstein, Robert Longo y Sherrie Levine. Hubo quien recicló obras o logotipos previos, haciendo una especie de copias de copias (simulacionistas) o bien artículos de revistas de una manera que recordaba al pop art (apropiacionistas, entre los que se encuentra Jeff Koons).
El Land Art tiene como material de su obra la propia tierra, primando más que el resultado artístico los testimonios que de la obra quedan, en fotografía o vídeo; artista land destacado fue Robert Smithson. El videoarte surgió hacia el año 1963, simultáneamente en Estados Unidos y en Europa, y fue utilizado por las otras corrientes de la época, como fluxus o el arte conceptual. Otras novedades fueron las performances o el arte de instalaciones. Vito Acconci y Dennis Oppenheim cultivaron el arte corporal o body art. 
Una de las corrientes que aportó algo nuevo fue la pattern painting, surgido en California en 1975, que presenta de manera repetitiva motivos decorativos; son sus cultivadoras artistas femeninas que se oponen así a la severidad del minimalismo, utilizando muchas veces técnicas artesanales tradicionalmente consideradas femeninas como, por ejemplo, el patchwork. En cierto sentido tuvo como precursor el llamado arte feminista, realizado por mujeres y teniendo como tema la condición femenina, que surge a finales de la década de los sesenta, en paralelo con el movimiento Women's Lib.
Todas estas vanguardias del último tercio del siglo XX se centraron en experimentar con diversos medios que la tecnología ponía a su disposición. No es ajeno a ello ni los ordenadores, que dan lugar a un arte digital, ni internet, que permite el net.art. La informática permitió, a partir de mediados de los sesenta, que se crearan imágenes artísticas por medios digitales, esto es, imágenes generadas por ordenador. A mediados de los noventa se dio un salto cualitativo, logrando creaciones artísticas a través de la red, lo que desafía conceptos clásicos de autoría o identidad del artista.

### Arte Visionario
Su tema común es su intento de retratar el mundo más allá de la vista física y superponer ideas místicas y espirituales. El arte visionario pretende trascender el mundo físico y científico y dar a la audiencia una visión virtual (de ahí el nombre de Arte Visionario) de cómo sería el mundo si pudiéramos ver cosas espirituales y místicas en nuestra vida cotidiana. El tipo de energías místicas retratadas en Visionary Art varía de un artista a otro, pero los cuatro elementos (agua, fuego, tierra y viento), amor, lujuria, fuerzas sagradas, profanas, positivas y negativas son razonablemente comunes.
Amanda Sage y A. Andrew González son algunos de sus artistas más reconocidos.